# Zähl bis drei und bete
Zähl bis drei und bete (Originaltitel: 3:10 to Yuma) ist ein US-amerikanischer Western von Delmer Daves aus dem Jahr 1957 mit Glenn Ford, Van Heflin und Felicia Farr in den Hauptrollen. Als Vorlage diente die Kurzgeschichte Three-Ten to Yuma von Elmore Leonard.

## Handlung
Die berüchtigte Bande um den bekannten Outlaw Ben Wade überfällt die Postkutsche nach Bisbee und erschießt dabei den Kutscher, nachdem dieser Widerstand leisten wollte. Der Farmer Dan Evans wird mit seinen beiden Söhnen unfreiwilliger Augenzeuge, da die Bande beim Überfall seine Rinderherde aufgescheucht hat, um die Postkutsche festzusetzen. Wade schickt seine Bande vom Dorf Bisbee aus in verschiedene Richtungen mit dem Diebesgut fort, um die Verfolger selbst auf eine falsche Fährte zu locken. Jedoch wandern seine eigenen Gedanken zu der örtlichen Barwirtin Emmy. Während er sich mit Emmy vergnügt, erfahren die Einwohner von Bisbee seine wahre Identität. Dan Evans, der Marshall und einige andere können Ben im Saloon festnehmen. Wade bleibt aber gelassen, da er sich gewiss ist, dass ihn seine rechte Hand, Charlie Prince, und die übrige Bande befreien werden.
In Bisbee besteht aber keine Möglichkeit, den Gefangenen sicher einzusperren. Daher bietet Mr. Butterfield, der von Wade ausgeraubte Besitzer der Kutschengesellschaft, jedem Freiwilligen 200 Dollar, wenn dieser Wade nach Contention City bringen würde. Dort soll er mit dem Gesetzlosen um zehn nach drei in den Zug nach Yuma zur Verhandlung fahren. Aufgrund der anhaltenden Trockenheit und der damit verbundenen schlechten Ernte benötigt Evans das Geld dringend und willigt, ebenso wie der Trunkenbold Alex, ein.
Während der Reise nimmt die Bande die Verfolgung auf, Wade nutzt jede Gelegenheit, Evans davon zu überzeugen, ihn doch laufen zu lassen. Er macht ihm zum einen die Gefährlichkeit seiner Situation immer wieder deutlich, zum anderen verspricht er dem Farmer viel Geld, wenn er ihn laufen ließe. Evans geht, mitunter nach kurzem Zögern, auf keines dieser Angebote ein. Er rettet Wade aber auch das Leben, als Bob Moons, der Bruder des ermordeten Kutschers, ihn in angetrunkenem Zustand erschießen will. Evans entwaffnet Moons erfolgreich, doch dabei löst sich ein Schuss, den ein Bandenmitglied von Wade hört und der nun die anderen Bandenmitglieder verständigt, wo ihr Boss gefangen ist.
Als sich Wades Bande um kurz nach halb drei in Contention City formiert, suchen alle von Butterfield verpflichteten Hilfssherrifs nacheinander das Weite. Nur Alex bleibt, doch der wird von Wades Bande angeschossen und gehängt, nachdem er Evans vor einem Heckenschützen aus Wades Bande gewarnt hat. Evans bleibt als gesetzestreuer Bürger seiner Aufgabe treu, selbst als Butterfield, dem die Lage zu heiß geworden ist und der Wade daher laufen lassen möchte, ihm die 200 Dollar trotzdem geben will. Seine Haltung verteidigt Evans auch gegenüber seiner in der Stadt aufgetauchten Frau.
Um kurz vor drei verlässt Evans schließlich mit seinem Gefangenen das Hotel, in dem sie sich aufgehalten hatten, und macht sich auf den gefährlichen Weg zur Bahnstation. Wades Bande versucht vergeblich, den Farmer aufzuhalten, der sich und seinen Gefangenen geschickt immer wieder in Deckung oder außer Sichtweite bringt. Als die Bande ihn direkt am gerade losfahrenden Zug stellt, ändert sich Wades Meinung plötzlich: Der aufrechte und unbeirrbare Farmer hat ihn doch beeindruckt, und da dieser ihm vorher bereits das Leben gerettet hatte, rettet er nun auch Evans das Leben, indem er zeitgleich mit dem Farmer auf den Zug springt. Bei dem folgenden Schusswechsel trifft Evans Charlie Prince mit zwei Schüssen, woraufhin Wades Bande die Verfolgung abbricht.
Evans wird nun seinen Auftrag vollenden, indem er Wade im Staatsgefängnis von Yuma abliefert, von wo Wade indes schon einmal ausgebrochen ist. Als der Zug an Evans’ wartender Frau vorbeifährt, setzt der lang erhoffte Regen ein.

## Wissenswertes
Der vieldekorierte Elmore Leonard, der vor allem durch seine Kriminalromane berühmt wurde, schrieb zu Beginn seiner Karriere viele Westerngeschichten. Auch sein erster Roman, The Bounty Hunters, war ein Western.
Den Titelsong 3:10 to Yuma komponierten (Musik) George Duning und (Text) Ned Washington, gesungen wurde er von Frankie Laine.
Die Vorlage wurde 2007 mit Todeszug nach Yuma (im englischen Original ebenfalls 3:10 to Yuma) von James Mangold ein weiteres Mal verfilmt. In den Hauptrollen sind Russell Crowe und Christian Bale zu sehen.

## Kritiken
„Regisseur Delmer Daves kleidet sein Duell in eine gekonnte Schwarz-Weiß-Bebilderung, die gerade gegenüber dem imposanten Stil vieler John-Ford-Western (Der Teufelshauptmann, Der schwarze Falke) sehr reduziert wirkt und dabei ein wenig an Fred Zinnemanns Meisterwerk 12 Uhr mittags erinnert. Das sehr auf die Figuren konzentrierte Bild verstärkt aber die Spannung und sorgt mit den Schauspielern, der gelungenen Charakterisierung der Hauptfiguren und dem ironischen Ende dafür, dass ‚Zähl bis drei und bete‘ zu den Western-Klassikern gehört.“

„Ein von Delmer Daves perfekt inszenierter und ausgezeichnet gespielter Western mit differenzierter Charakterzeichnung; einer der besten Filme des Regisseurs.“

„Ein Wildwestfilm mit eigener Note, der durch sorgfältige Gestaltung über dem Durchschnitt steht.“

## Auszeichnungen
Der Film war 1958 für den British Film Academy Award als bester Film nominiert. In der Kategorie „Bestes Actiondrama“ erzielte der Film den zweiten Platz bei den Laurel Awards, für die Van Heflin zudem als bester Darsteller in einem Actionfilm nominiert war.
2012 wurde der Film in das National Film Registry aufgenommen.

## Synchronisation
Die deutsche Synchronfassung entstand 1957 in Berlin.
| Rolle                           | Darsteller        | Synchronsprecher       |
| ------------------------------- | ----------------- | ---------------------- |
| Ben Wade                        | Glenn Ford        | Horst Niendorf         |
| Dan Evans                       | Van Heflin        | Curt Ackermann         |
| Emmy                            | Felicia Farr      | Ilse Kiewiet           |
| Mrs. Alice Evans                | Leora Dana        | Tilly Lauenstein       |
| Alex Potter                     | Henry Jones       | Werner Peters          |
| Mr. Butterfield                 | Robert Emhardt    | Werner Lieven          |
| Charlie Prince, Bens Handlanger | Richard Jaeckel   | Rainer Brandt          |
| Marshal von Bisbee              | Ford Rainey       | Wolfgang Lukschy       |
| Bill Moons, Kutscher            | Boyd Stockman     | Manfred Meurer         |
| Bob Moons, Bills Bruder         | Sheridan Comerate | Gert Günther Hoffmann  |
| Deputy Sheriff Mac              | Woody Chambliss   | Arnold Marquis         |
| Hotelmanager                    | Guy Wilkerson     | Friedrich Schoenfelder |
| Mrs. Potter                     | Dorothy Adams     | Ursula Krieg           |
| Ernie Collins                   | Robert Ellenstein | Jochen Schröder        |
| Mark Evans                      | Jerry Hartleben   | Roland Kaiser          |
| Einwohner von Contention        | Frank Hagney      | Toni Herbert           |